# Postua
Postua je italská obec v provincii Vercelli v oblasti Piemont.
K 31. prosinci 2011 zde žilo 598 obyvatel.

## Sousední obce
Ailoche (BI), Borgosesia, Caprile (BI), Guardabosone, Scopa, Vocca